# 305
El 305 (CCCV) fou un any comú començat en dissabte del calendari julià.

## Esdeveniments
- Trasllat de la cort imperial de Roma a Milà (Mediolanum).[1]
- Es prohibeix als cristians casar-se amb jueus i s'ordena el celibat dels sacerdots
- S'inauguren les Termes de Dioclecià;que esdevenen les termes romanes més grans de l'Imperi Romà.[2]

## Necrològiques
- Sant Anastasi de Lleida